# Đau đớn ở giáp xác

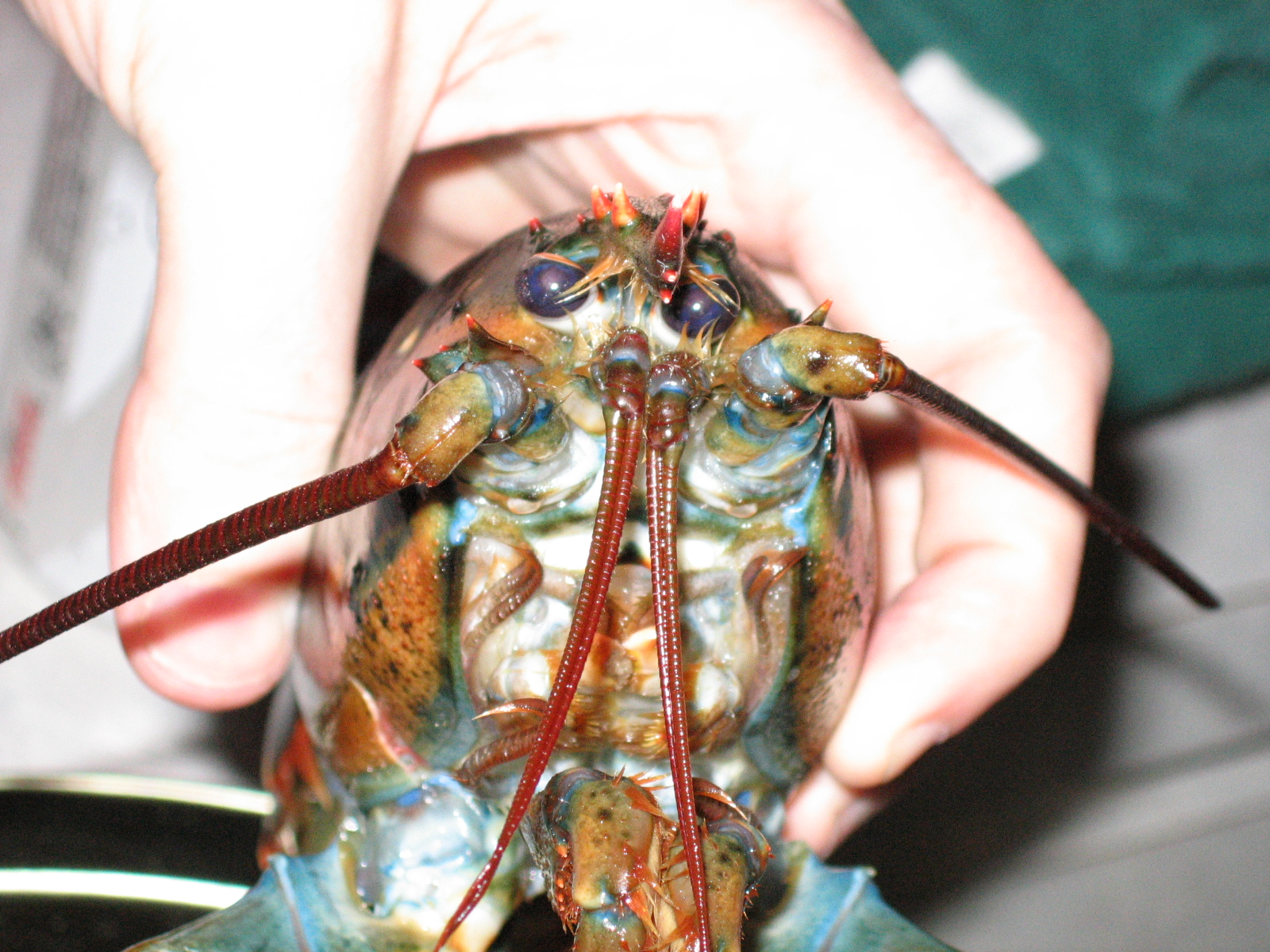
Một con tôm hùm sống

Đau đớn ở giáp xác là trải nghiệm đau đớn được cho là có ở các loài giáp xác như là một biểu hiện của đau đớn ở động vật, đây là vấn đề còn có nhiều quan điểm khác nhau với câu hỏi là động vật giáp xác có cảm thấy đau đớn hay không. Gần đây, quy định pháp lý của một số nước đã đề cập đến các trường hợp giết mổ, chế biến không gây đau đớn cho các loài giáp xác, nhất là tôm và cua.

## Đại cương
Có một số bằng chứng cho thấy các loài thập túc giáp xác (như cua và tôm hùm) có những biểu hiện phản ứng hành vi và sinh lý học cho thấy chúng có thể có trải nghiệm đau đớn Các peptide opioid và các thụ thể opiate thấy xuất hiện tự nhiên ở động vật giáp xác Sự hiện diện của opioid trong động vật giáp xác đã được giải thích như là một dấu hiệu cho thấy rằng tôm hùm có thể có trải nghiệm đau Các nhà hoạt động bảo vệ động vật ở Thụy Sĩ đã nhiều lần chỉ trích cách làm tôm phổ biến tại các nhà hàng nước này. Họ cho rằng tôm hùm và các loài giáp xác khác có hệ thần kinh phức tạp, do đó sẽ cảm nhận đau đớn nhiều hơn nếu bị luộc sống.

## Pháp lý

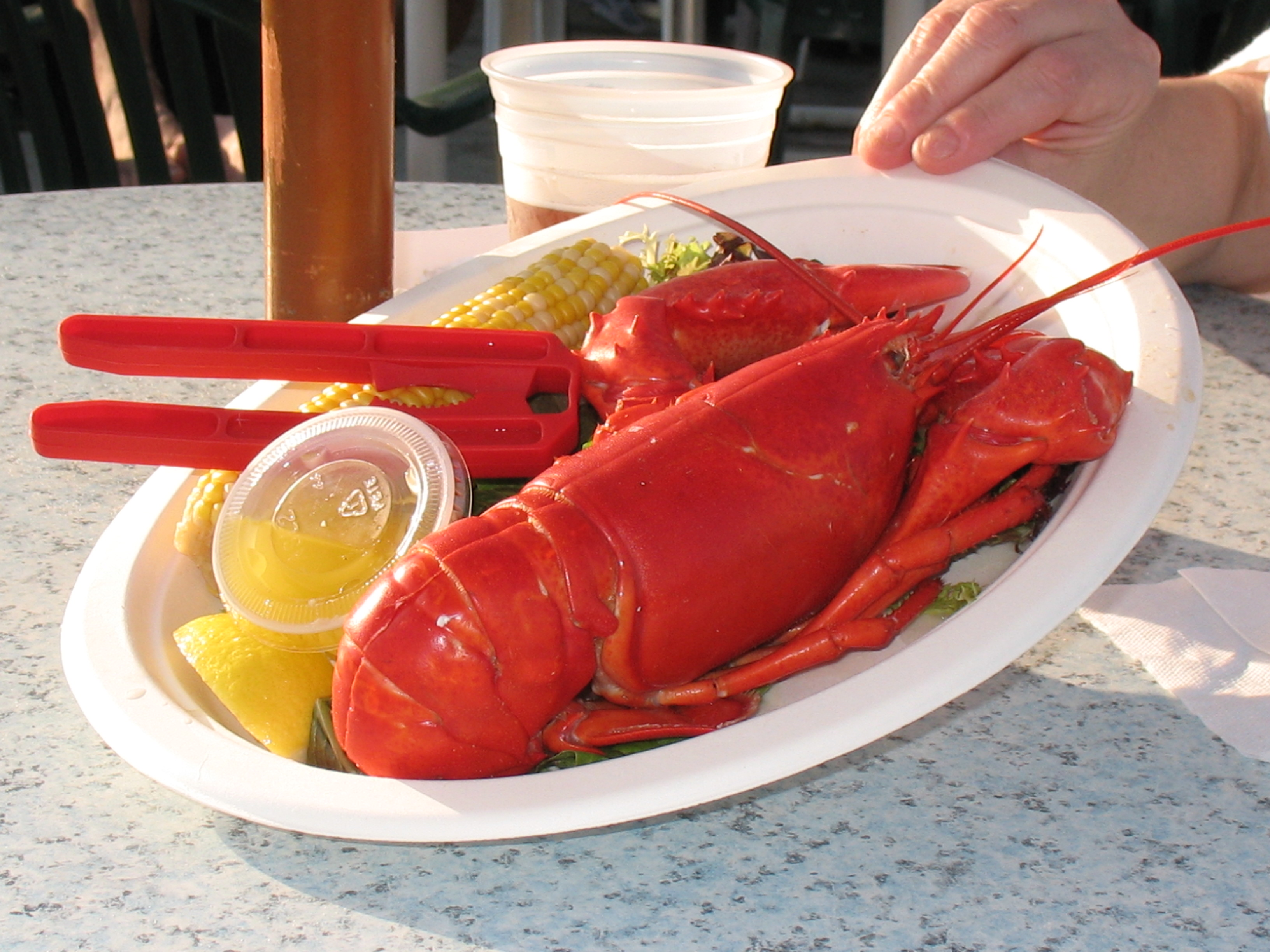
Một số quốc gia đã quy định cấm việc luộc sống tôm hùm mà phải gây mê trước

Tòa tối cao Ý đã ra lệnh cấm ướp đá tôm hùm tại nhà hàng bởi chúng có thể khiến con vật chịu đau đớn khôn xiết trước khi bị giết và lên bàn ăn phục vụ thực khách. Chính phủ Thụy Sĩ cũng thông qua quy định bảo vệ động vật mới, dưới áp lực từ các nhóm hoạt động bảo vệ động vật. Quy định bảo vệ động vật mới của Thụy Sĩ cấm luộc sống tôm hùm hay ướp đá chúng trong quá trình vận chuyển, cho rằng điều đó là tàn ác và sẽ khiến con vật đau đớn. Việc nhúng tôm hùm vào nước sôi phổ biến ở các nhà hàng sẽ bị cấm. Các loài giáp xác còn sống, như tôm hùm, sẽ không được phép ướp đá hoặc bỏ vào nước đá trong quá trình vận chuyển. Phải gây mê các loài giáp xác trước khi giết chúng, chỉ cho phép chích điện hoặc dùng máy hủy não như là cách để khiến tôm hùm bất tỉnh trước khi luộc.

## Trái chiều
Có lập luận rằng hầu hết các động vật không xương sống không cảm thấy đau Một lý do để bác bỏ trải nghiệm đau ở động vật không xương sống là bộ não của chúng quá nhỏ. Tuy nhiên, kích thước bộ não không nhất thiết phải tương đương với sự phức tạp của chức năng. Nhìn chung, đây cũng là tranh cãi chung về việc có hay không sự đau đớn của động vật nói chung, trong đó nhiều quan điểm cho rằng động vật bậc thấp thì không có cảm giác đau đớn như các động vật bậc cao hơn.